# Гурунтум (языки)
Гурунтум (англ. guruntum) — одна из языковых подгрупп в составе группы южные баучи западночадской ветви чадской семьи. Основная территория распространения — штат Баучи в центральной Нигерии. В подгруппу включают языки гурунтум (или гурунтум-мбаару), джу, зангвал и тала. Языки бесписьменные.
Численность носителей языков гурунтум составляет около 17 000 человек (1993).

## Классификация
Согласно классификациям чадских языков, представленным в справочнике языков мира Ethnologue и в работах британского лингвиста Роджера Бленча, подгруппа гурунтум включена в группу B3 (у Роджера Бленча — группу заар) подветви B западночадской ветви. В классификациях чадских языков, опубликованных в работе С. А. Бурлак и С. А. Старостина «Сравнительно-историческое языкознание» и в статье В. Я. Порхомовского «Чадские языки» (лингвистический энциклопедический словарь), группе B3 соответствует группа южные баучи, а подветви B — подветвь баучи-баде. Чешский лингвист Вацлав Блажек относит к группе южных баучи подгруппу, включающую помимо языков гурунтум, зангвал и тала также языки шо и джими.

## Общие сведения
Область распространения языков гурунтум размещена в центральной Нигерии на территории штата Баучи: в районах Баучи и Алкалери.
Языки гурунтум распространены на территории, представляющей собой относительно компактный ареал, который расположен к югу от города Баучи. Данный ареал включает области распространения языков джу, зангвал и тала: область распространения языка зангвал размещена в северо-западной части общего ареала, область распространения языка джу — в южной, область распространения языка тала — в северо-восточной. Несколько обособленно к востоку от ареалов языков джу, зангвал и тала размещена северо-западная часть ареала языка гурунтум. Ещё две части ареала гурунтум, северо-восточная и южная, представляют собой островные территории, расположенные к востоку от реки Гонгола изолированно от остального ареала языков подгруппы гурунтум.
Согласно языковой карте, опубликованной в справочнике Ethnologue, область распространения языков гурунтум граничит с ареалами западночадских языков — кир-балар, польги, геджи, гера, галамбу и хауса. Также к ареалам языков гурунтум примыкают ареалы бантоидных языков джаравской группы — дулбу, лабир, банкал и дугури.
Численность говорящих на языках гурунтум, согласно данным 1993 года, представленным в справочнике Ethnologue, составляет около 17 000 человек.
Все языки гурунтум являются языками бытового общения, не имеющими письменности. Языки зангвал и гурунтум находятся под угрозой исчезновения, носители этих языков — в основном представители старшего поколения, процесс передачи языка детям прекратился. Языки джу и тала, несмотря на небольшое количество носителей (900 и 1000 человек соответственно), продолжают устойчиво сохраняться, на них говорят все поколения представителей этнических общностей джу и тала.